# ドラえもん最終話同人誌問題
ドラえもん最終話同人誌問題（ドラえもんさいしゅうわどうじんしもんだい）は、2005年に男性漫画家 田嶋安恵が『ドラえもん』の最終話に関する同人誌を販売したことによる著作権問題のことである。
1999年にポケットモンスターのキャラクターを複製した成人漫画を販売して逮捕された事件（ポケモン同人誌事件）とともに、同人誌における著作権侵害で問題化した例であるとともに、二次創作がどこまで許容されるかという議論に一石を投じた問題となった。

## 概要

### 同人誌の内容
1998年頃に、ドラえもんファンの1人が創作しインターネット上で広まっていた、「電池切れで動かなくなったドラえもんを、ロボット工学者となったのび太が甦らせる」という内容の「最終話」をもとに、男性漫画家が「田嶋・T・安恵」のペンネームで2005年秋に漫画を執筆し、20頁の冊子にした。同人誌即売会会場で頒価300円、秋葉原等に展開し同人誌等を取り扱うメロンブックスにて420円(5%税込 卸値280円)、同店インターネットショップを通して販売を行った。
藤子・F・不二雄そっくりの絵柄や最終話らしい展開、感動的な結末がインターネットなどを通じて評判となり、同人誌としては異例の15,500部が出荷され、約13,000部を売り上げた。販売終了後も、ネットオークションで5,000円～8000円ほどの価格で売買され、時には数万円の値が付くこともあった。さらにコピーされたものが、インターネット上で自由に見られる状態となった。
同人誌はA5オフセット版の全20ページで、表紙はオリジナルの小学館てんとう虫コミックスを意識して作られている（オリジナル版において、タイトル上部の「てんとう虫コミックス」と表記される箇所に「ガ・フェーク同人誌」、巻数の箇所に「最終話」という表記がなされている。また、裏表紙には収録タイトル（目次）が記載される箇所に、ドラえもんへの想いをつづったあとがきが書かれている）。
第三者によってWeb上に無断で公開された際には、作者・サークル名の記載された表紙や裏表紙は省かれ、本編のみであったことが後に誤解を呼ぶ事となった。

### 小学館の対応
絵柄が原作と酷似しているため「藤子・F・不二雄の真作」であると勘違いし小学館に問い合わせる者が出るなど、あまりに広まりすぎたために、著作権者である小学館および藤子プロ側も「想像していた以上に深刻な事態」と受け止め、2006年に同人誌作者に著作権侵害を通告する事態となった。
これを受け、同人誌作者は著作権侵害を認めて謝罪し、在庫が全て破棄されることになった。あわせて、Webで公開（無断転載）していたサイトについても削除を依頼した。
小学館ドラえもんルーム室長の横田清は「これまでも、そこそこのことであれば見過ごしていたが、ネットで野放図に拡大されていくことには強い危機感を覚える。もしドラえもんに最終回があるとすれば、それは亡くなられた藤子先生の胸の中だけであり、この『ドラえもん 最終話』によって、先生が作り上げた世界観が変質してしまうようなことがあってはならないと思っている」と表明した。
2007年5月、同人誌作者は謝罪文および二度としないという誓約書を提出し、数百万に及ぶ売上金の一部を藤子プロに支払った。小学館の大亀哲郎・知的財産管理課長は、「装丁もオリジナルと酷似し、本物と誤解した人もいる。『ドラえもん』はいわば国民的財産で、個人が勝手に終わらせていいものではない。1万3000部という部数も見過ごせなかった」と語った。
『FLASH』2007年6月19日号では、著作権侵害を批判する一方で、この同人誌における漫画の全16ページが掲載された。この件については、小学館から著作権侵害の拡大につながるという抗議があり、謝罪している。

### まとめ
本件についてまとめると、小学館が問題視したのは下記のとおりである。
- あまりに絵柄が似すぎており、クオリティーが高かったこと。
- 同人誌の装丁が、オリジナルの単行本と酷似していたこと。
- 同人誌の内容が「最終回のストーリー」であり、本当の最終回であると勘違いする人がいたこと[注 2]。
- あまりに売れすぎて、同人誌の範疇を超えてしまったこと。
- 第三者によって無断転載されてWEB上で公開されており、コントロール不可能な状態のまま、不特定多数に見られる状態であったこと。

## 作品
ストーリーは、電池切れで動かなくなったドラえもんを、35年後にロボット工学の第一人者に成長したのび太が甦らせたという、インターネット上で広まっていた「最終話」を基にしている。
※下記で説明している同人誌版は、1998年に個人のウェブページに書かれた自作の最終回に端を発するチェーンメール版とは、明らかに異なるストーリになっていることに注意。

### 同人誌版のあらすじ
ある日、突然ドラえもんが動かなくなってしまった。タイムテレビで未来の世界のドラミに原因を尋ねたところ、バッテリー切れが原因だと告げられる。しかし、旧式のネコ型ロボットのバックアップ用記憶メモリーは耳に内蔵されており、ドラえもんは耳を失っていたため、バッテリーを交換してしまえばリセットされて、のび太と過ごした日々の記憶が完全に消去されてしまう。
バックアップを取ろうにも方法が分からず、未来の世界で修理をしてもらおうとタイムマシンに近づこうとした瞬間、何らかの力によって阻止されてしまう。一方、未来から駆けつけようとしたドラミも、タイムパトロールによって行く手を阻まれてしまう。開発者を呼ぼうとするも、なぜか設計開発者の情報は「訳あって絶対に開示されない超重要機密事項」となっていた。
テレビ越しのドラミは、「タイムパトロールの追跡をかわして電池交換をして記憶をリセットする」か、「動かないまま部屋に残して記憶を維持する」かという2つの案を提示する。のび太は一晩考えた末に、「ドラえもんを未来に送って修理することはせず、故障したまま安置して記憶メモリーを維持する」という決断をドラミに伝える。そして、のび太は自らが努力して、ドラえもんを修理しようと心に誓う。
その後、勉強に集中するためしずかからのピクニックの誘いも断わるなど、懸命の努力を続けたのび太は、高校時代には試験で500満点中498点という、出木杉の475点を上回る好成績を出すなど、出木杉からは「もう君にはかなわない」と言われるまでになった。同時に性格や容姿も小学生時代からは想像がつかないほど非常に落ち着いたクールな感じとなり、校内にはのび太のファンの女生徒たちから声をかけられるなど、周囲からも認められる存在となっていた。
ドラえもんが機能停止してから35年後。総理大臣となった出木杉の元に、スネ夫とジャイアンが招かれる。「ドラえもんが来た22世紀の技術と、現代の技術の差は大きすぎると思わないか」と問いかける出木杉に、2人は賛同する。すると、出木杉は続けて「今夜、ある技術者が大きなブレイクスルーを達成する。そして未来からは、『その技術者に干渉しない事』という超重要機密事項が各国のトップに通達されている」と語る。
40代後半となりヒゲを蓄えたのび太は、世界トップクラスのロボット工学者になっていた。のび太は努力の末に、記憶メモリーを維持したままでドラえもんを修理することに成功する。妻となったしずかの目の前で、のび太がドラえもんのスイッチを入れると、いつものように「のび太君、宿題はおわったのかい！？」と言い、ドラえもんが復活する。童心に戻ったのび太は、ドラえもんを抱きしめるのであった。

### 設定上のミス
タイムテレビ
ストーリー序盤において、「ドラえもんが機能停止中には、ポケットの道具は使えない」とドラミが発言しているが、ドラミと話しているタイムテレビは利用できている点。

過去への干渉
ドラミは「今そちらの時代への干渉は禁止されている」と発言しているが、タイムテレビで会話すること自体、過去への重大な干渉である点。

タイムパラドックス
ドラえもんの製作者が明かされていなかったのは、開発者がのび太自身のため、そしてタイムパラドックスを引き起こさないためであった。「のび太が努力したから、ドラえもんが生まれた」「ドラえもんが存在したから、のび太が努力した」という、「鶏が先か、卵が先か」に似た相反するパラドックスが存在している。
タイムパラドックスがあること自体は作品内でも語られているが、上記の問題自体については説明されていない点。

## 同人誌業界の事情
コミックマーケット（コミケ）で売買されるような二次創作は多くが原作者に無断であり、原作者が訴えれば法的に著作権侵害となる事も有り得るが、長い間黙認されてきた。
コミックマーケットなどが社会的イベントとして巨大化したことや、「同人誌委託販売サイト」「電子書籍販売サイト」などインターネットの普及に対して法律や業界対応が追い付いていないこと、模倣を重ねたアマチュアがプロとなって人気作家に成長する例があることから「人材供給源」となっていること……などといった事情もあった。
作者サイドや出版社が「個別に同人作家に許諾を判断する」ことになると莫大に時間と手間がかかるため、一律に不許可にするか、現状のように黙認するかのどちらかしかない事も、同人業界がグレーゾーンとされている理由となっている。

## 有識者による見解
小学館の大亀哲郎・知的財産管理課長は今回の件を和解で収めたことについて、「今回はやりすぎだが、節度あるルールが守られている以上、（漫画文化のすそ野としての）同人誌そのものを全否定はしない」と、同人誌については一定の理解を示した。
今回の件については、内容が直球過ぎであり、パロディと分かる発表をすべきだった（三崎尚人）という言及や、一定以上売れる同人誌については著作者に利益を還元されるルールを作るべきかもしれない（藤本由香里）といった提案があった。
『ドラえもん』への敬意や愛を感じた人も少なくなかったようで、プロの漫画家から「絵だけではなく、テーマや展開も藤子・F・不二雄さんの思想を受け継いでいる」という声が出た。漫画批評家の夏目房之介は、「最終話を読んで僕も泣いた。ドラえもんへの愛情にあふれる作品だ」と評価した。
村上知彦は、改変作品を売ることの問題意識に欠落していたと指摘するとともに、「最終話」を読んでみたい読者の願望の強さをあぶりだしたとも指摘している。